# Merremia gallabatensis
Merremia gallabatensis är en vindeväxtart som beskrevs av Hallier f. Merremia gallabatensis ingår i släktet Merremia och familjen vindeväxter. Inga underarter finns listade i Catalogue of Life.